# Enceinte médiévale de Blois
Le mur d'enceinte médiéval de Blois, aussi appelé rempart de Blois, fait référence à l'enceinte fortifiée construite dans le deuxième quart du XIIIe siècle pour protéger la ville de Blois aux temps du Moyen Âge.
S'étirant en bord de Loire sur sa rive droite, il réunissait la « cité » autour du point de confluence de l'Arrou, c'est-à-dire entre le pont médiéval, le Bourg-Moyen et le promontoire du château à l'ouest, et le Puits-Châtel à l'est, avec l'église Saint-Solenne, en haut du val.

## Caractéristiques
À son essor, le mur d'enceinte s'est développé sur un périmètre de 2,2 km et englobait 20 ha, permettant la protection du promontoire du château, des quartiers de Bourg-Moyen, du Puits-Châtel, du Haut-Bourg ainsi que de l'abbaye Saint-Laumer. Le rempart était parsemé de 16 tours, dont :
- la Tour Beauvoir,
- la Tour des Cordeliers,
- la Tour Guerry,
- les deux Tours du Bourg Neuf,
- la Tour des Rouillis,
- la Tour de Paradis,
- la Tour Saint-Laumer,
- la Tour du Foix,
- la Tour Côté,
- les cinq Tours de la rue Gallois, parmi lesquelles la Tour de Guise.

Perché sur un promontoire, le château était lui-même entouré par le rempart de la ville. L'angle ouest de l'aile Francois 1er agissait ainsi comme ultime tour défensive depuis l'extérieur, tandis qu'un mur existait également pour le séparer du Bourg-Moyen.
Pour accéder à la cité, le mur était percé par des portes, au nombre de 11 au total. Les principales, situées sur les axes majeurs de communication, se constituaient de deux tours circulaires. Elles étaient :
- la Porte Côté (en latin : Porta Lateralis)[2], collée au château, qui donnait sur la forêt de Blois ;
- la Porte Chartraine, au nord, en direction de Chartres ;
- la Porte Saint-Jean, à l'est, en direction d'Orléans ;
- la Porte Saint-Fiacre, aussi appelée Porte du Pont, au sud, en direction de Vienne et Bourges ;
- la Porte du Foix, à l'ouest, en direction de Tours.

Les autres portes, plus petites, ressemblaient à des tours-portes simples. Il s'agissait de : 
- la Porte des Clouseaux, aussi appelée Porte de Beauce,
- la Porte Maréchal,
- la Porte Neuve, nommée dans un deuxième temps Porte Bastille, menant au Port Neuf (actuel mail Pierre Sudreau),
- la Porte du Port-Vieil, menant à la grève, en bas de l'abbaye Saint-Laumer,

## Histoire

### Remparts antérieurs
Avant le Moyen Âge, Blois a été protégé par différents murs défensifs.

#### Rempart gallo-romain:Ier–Vesiècles
Au Ier siècle, les Romains ont ainsi édifié le plus ancien dont on a la certitude.

#### Rempart breton: Vesiècle
Puis, lorsque la cité est conquise par le breton Ivomadus, au Ve siècle, un second mur est construit, vraisemblablement au niveau du château actuel, où était établie la capitale d'un royaume indépendant.

#### Rempart franc:VIe–IXesiècles
Le siècle suivant, les Francs en reconstruisent un autre qui sera détruit au IXe siècle à cause des raids pirates à répétition,,,.

### Construction
La construction du mur semble avoir commencé par l'ouest de la ville dès le milieu du XIIIe siècle. En effet, dans deux chartes datées de 1270 et 1284 et signées par la comtesse Jeanne, la notion d'intra-muros est mentionnée. Néanmoins, elle fait là état de travaux de réparation et de renforcement de l'édifice.

### Évolution

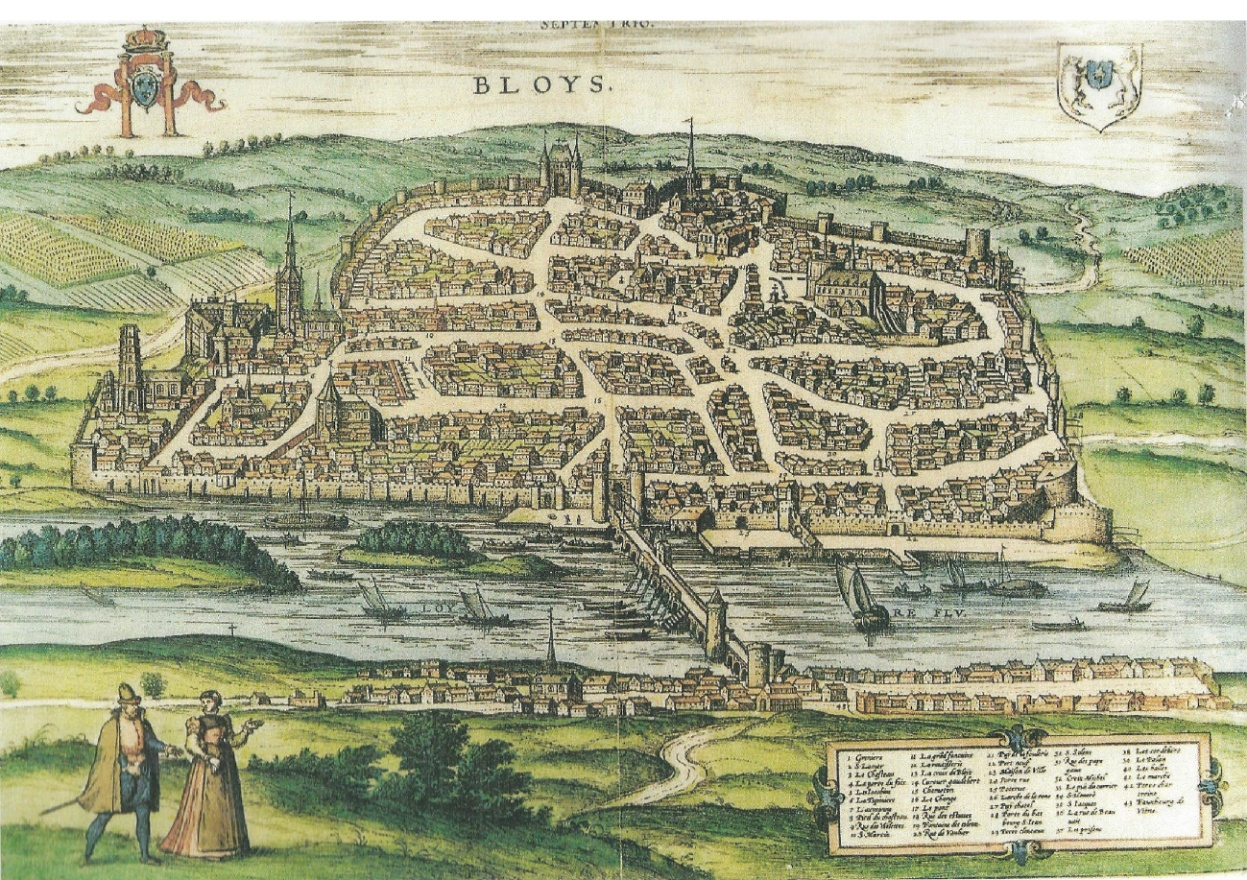
Vue cavalière du rempart de Blois par François de Belleforest (1575).

### Démantèlement
En 1789, les élus locaux votent le démantèlement des remparts de la ville afin de, au Nord, recouvrir l'Arrou et, au Sud, de renforcer les digues séparant le Port Neuf du quartier du Puits-Châtel.
La municipalité en a profité pour percer de nouvelles rues ou pour aménager les actuels quais de la rive droite (à savoir les quai du maréchal de Lattre de Tassigny, quai de La Saussaye et quai de l'abbé Grégoire).

## Vestiges

### Éléments conservés
La plupart des vestiges restants sont des tours, au nombre de 7, dont :
- la tour Beauvoir,
- la tour de Guise,
- la tour des Cordeliers,
- la tour du Foix.

Toutes les portes ont néanmoins été détruites.
Les vestiges des fortifications ont été inscrits aux monuments historiques le 6 novembre 1942.

### Odonymes
Outre la rue des Remparts, la ville de Blois a su conserver la mémoire de son mur médiéval au travers de noms de rues, à l'image de :
- la rue Porte Bastille,
- la rue Porte Chartraine,
- la rue Porte Clos Haut,
- la rue Porte Côté,
- la rue des Rouillis.